# Serge Vollin
 (mars 2025).
 (mars 2025).
La mise en forme du texte ne suit pas les recommandations de Wikipédia : il faut le « wikifier ».
Les points d'amélioration suivants sont les cas les plus fréquents. Le détail des points à revoir est peut-être précisé sur la page de discussion.
- Les titres sont pré-formatés par le logiciel. Ils ne sont ni en capitales, ni en gras.
- Le texte ne doit pas être écrit en capitales (les noms de famille non plus), ni en gras, ni en italique, ni en « petit »…
- Le gras n'est utilisé que pour surligner le titre de l'article dans l'introduction, une seule fois.
- L'italique est rarement utilisé : mots en langue étrangère, titres d'œuvres, noms de bateaux, etc.
- Les citations ne sont pas en italique mais en corps de texte normal. Elles sont entourées par des guillemets français : « et ».
- Les listes à puces sont à éviter, des paragraphes rédigés étant largement préférés. Les tableaux sont à réserver à la présentation de données structurées (résultats, etc.).
- Les appels de note de bas de page (petits chiffres en exposant, introduits par l'outil «  Source ») sont à placer entre la fin de phrase et le point final[comme ça].
- Les liens internes (vers d'autres articles de Wikipédia) sont à choisir avec parcimonie. Créez des liens vers des articles approfondissant le sujet. Les termes génériques sans rapport avec le sujet sont à éviter, ainsi que les répétitions de liens vers un même terme.
- Les liens externes sont à placer uniquement dans une section « Liens externes », à la fin de l'article. Ces liens sont à choisir avec parcimonie suivant les règles définies. Si un lien sert de source à l'article, son insertion dans le texte est à faire par les notes de bas de page.
- La présentation des références doit suivre les conventions bibliographiques. Il est recommandé d'utiliser les modèles {{Ouvrage}}, {{Chapitre}}, {{Article}}, {{Lien web}} et/ou {{Bibliographie}}. Le mode d'édition visuel peut mettre en forme automatiquement les références.
- Insérer une infobox (cadre d'informations à droite) n'est pas obligatoire pour parachever la mise en page.

Pour une aide détaillée, merci de consulter Aide:Wikification.
Si vous pensez que ces points ont été résolus, vous pouvez retirer ce bandeau et améliorer la mise en forme d'un autre article.
Serge Vollin (né Chérif Benamor le 20 décembre 1946 en Algérie) est un peintre et auteur français.

## Vie et carrière
Vollin est né de parents berbères à Messaouda, région de Ghassira dans les montagnes de l'Atlas en Algérie. À l'âge de 17 ans, il part pour la France, vit, étudie et travaille à Grenoble avant de décider de s'installer en Allemagne en 1973,.
Son enfance et sa jeunesse sont marquées par les expériences traumatisantes de la guerre d’Algérie (1954-1962). Une expérience traumatisante vécue à l'âge de 8 ans déclenché des cauchemars qu'il a commencé à dessiner alors qu'il gardait des chèvres. Jusqu'à ce que les soldats prennent conscience de sa passion et lui donnent des cahiers et des stylos (plus tard un baril d'encre et une plume), il a gravé ses rêves sur des rochers avec des pierres à silex et utilisé des ardoises et de la craie.
Adolescent et jeune homme en France, il rencontre des personnes qui l'encouragent et avec lesquelles il développe des amitiés durables. Il a occupé différents emplois en France et en Allemagne, toujours avec pour objectif ultime de financer sa vie d’artiste.
Le conflit épuisant entre l'existence, l'art et les expériences traumatisantes de l'enfance l'accable à plusieurs reprises et conduit à des ruptures qui caractérisent les phases de sa peinture.
En 2005, il rencontre la Française Fatima Besnaci-Lancou, auteure de plusieurs ouvrages sur l'histoire et la mémoire des familles harkis et elle-même fille d'un ancien harki. (Les harkis étaient des troupes auxiliaires algériennes qui ont combattu pour la France pendant la guerre d'Algérie, 1954-1962). Ensemble, ils ont créé un projet commun dans lequel Vollin a illustré les textes de Besnaci-Lancou, résultant en des expositions à Perpignan (2006, 2024), Roubaix (2007), et Paris (2008). Ces textes accompagnés de 62 œuvres de Vollin ont été présentés également à l'Assemblée Nationale à Paris le 7 février 2024, lors de l'inauguration de leur exposition au l'Hôtel des Invalides, qui a duré jusqu'au 14 avril. Ainsi l'histoire des Harkis a été rendue accessible au grand public.
Aujourd'hui, Vollin vit à Munich, il est marié et a un fils.

## Œuvre
L’œuvre de Vollin a été exposé, entre autres, à la galerie Luise Ross à New York en 1998, la même année à l'exposition "Aux Frontières de 'L'art brut" à Paris (Halle Saint Pierre), à la Biennale d'Art brut de Berlin en 2006, et plus récemment (2024) au Dôme des Invalides à Paris dans le cadre d'un programme commémoratif du gouvernement français.
Comptant aujourd’hui environ 1 700 pièces, dont la majorité est réalisée à l’huile et à l’acrylique, son œuvre n’appartient à aucune des catégories classiques et rassemble l’art moderne, l’art brut, les nus ainsi que l’art thérapeutique. Certaines de ces pièces servent de modèles à des verres au plomb, à des gravures sur cuivre et à des mosaïques, sont reprises par un créateur de mode ou sont le point de départ d'un vaste tissage de tapisserie (projets à Voiron, France).
Il dit de lui-même qu'il a conservé une âme d'enfant pour son art. Il peint de manière directe et impulsive, travaillant sans croquis ni étude préalable. Les déclencheurs sont des impressions issues de rencontres, d’expériences et de rêves tout au long de sa vie. Les pièces sont réalisées exclusivement à table ou, pour les formats plus grands, au sol. En raison de l’intensité des discussions et du niveau de détail, il lui faut généralement plus de six mois pour réaliser ces derniers.

## Expositions

### Expositions personnelles
- 1985 : Klinge Pharma GmbH, Munich, Allemagne
- 1986 : Deutsche Bank, Munich-Marienplatz, Allemagne
- 1989 : Siemens AG, Munich-Perlach, Allemagne
- 1989 : MBB (Messerschmitt-Bölkow-Blohm), Munich-Ottobrunn, Allemagne
- 1990 : TÜV Oberbayern, Munich, Allemagne
- 1990 : BBV, Munich-Neuperlach, Allemagne
- 1992 : IHK (Chambre de commerce et d'industrie) de Wurtzbourg, Allemagne
- 1994 : Tribunal administratif de Bavière, Munich, Allemagne
- 2001 : Villa des Arts, Voreppe, France
- 2001 : Galerie Luise Ross, New York, États-Unis
- 2002 : CBG (Institut Max Planck de biologie cellulaire moléculaire et de génétique), Dresde, Allemagne
- 2004 : Le Vieux Musée de Peinture, Grenoble, France[6]
- 2006 : Treize Chibanis Harkis, Perpignan, France
- 2006 : Colloque pour une histoire critique et citoyenne à l'École des Lettres et Sciences Humaines de Lyon, France
- 2007 : Treize Chibanis Harkis, Roubaix, France
- 2008 : Treize Chibanis Harkis, Paris, France
- 2011 : Galerie Abrupt Grenoble, France
- 2015 : Galerie de l'hôtel de ville d'Ebersberg, Allemagne
- 2015 : Galerie SeelenArt, Munich, Allemagne
- 2016 : Galerie Hébert, Grenoble, France
- 2020 : Treize chibanis harkis, œuvres de Serge Vollin, textes de Fatima Besnaci-Lancou, du 30 juin 2020 au 31 janvier 2021, au Mémorial du Camp de Rivesaltes [7]
- 2024 : Treize Chibanis Harkis, Assemblée nationale, Paris, Dôme des Invalides, Paris, France[4]
- 2024 : Treize Chibanis Harkis, 13 painture de Serge Vollin, textes de Fatima Besnaci-Lancou, présenté par Laurent Stocker a Mémorial du Camp de Rivesaltes - Conseil départemental des Pyrénées-Orientales le 25 septembre 2024

### Expositions collectives
- 1991 : Mairie de Morainvilliers, Paris, France
- 1995 : BBV, Munich-Neuperlach, Allemagne
- 1996 : Hôtel de ville de Germering (près de Munich), Allemagne
- 1996 : Exposition d'art – Congrès international de phytomédecine, Munich, Allemagne
- 1998 : Outsider Art Fair au Puck Building à Lafayette, New York, États-Unis
- 1998 : Galerie Luise Ross, New York, États-Unis
- 1998 : Halle Saint Pierre, exhibit "Aux Frontieres de L'art brut", Paris
- 1999 : Outsider Art Fair au Puck Building à Lafayette, New York, États-Unis
- 1999, 2000, 2001, 2003 : Galerie Luise Ross, New York, États-Unis
- 2000, 2001, 2003 : Outsider Art Fair au Puck Building à Lafayette, New York, États-Unis
- 2001 : Projet artistique «freedom • freiheit • liberté», Galerie Üblacker-Häusl, Munich, Allemagne
- 2002 : «Le Pluriel des Singuliers III», Galerie d'Art du Conseil Général des Bouches-du-Rhône, Aix-en-Provence, France
- 2005 : «Maghreb des livres», l’Hôtel de ville, Paris 4ème, France
- 2005 : Biennale «Mon monde» n° 5, Wichernheim e.V., Francfort-sur-l'Oder, Allemagne
- 2005 : Centre des arts populaires de Kaustinen, Finlande (présentation DVD)
- 2005 : 8èmes Rencontres autour de l’Art Singulier au Musée International d’Art Naïf Anatole Jakovsky, Nice, France
- 2005 : L’Association CONFLUENCES, Blagnac, France
- 2006 : APA (Ass. pour l'Autobiographie et le Patrimoine Autobiographique) au Centre International du Séjour de Lyon, France
- 2007 : ARTénim, Alpexpo-Grenoble, France
- 2007 : «Des Menschen Maaß» (La Mesure de l'être), atelier d'art brut HPCA (Centre pédagogique d'aide Augustinum), Kunsthalle Villa Kobe à Halle/Saale, Allemagne
- 2007 : 8e Triennale d’art autodidacte «Insita», Galerie Slovenska Narodna, Bratislava, Slovaquie
- 2007 : Salon INDEX, Centre international des congrès et des expositions de Dubaï, Émirats arabes unis
- 2007 : Espace Bétemps Galerie d’art Galerie, Montreux, Suisse
- 2008 : «Die Andere Seite» (L’Autre Côté), Gasteig, Munich, Allemagne
- 2008 : Salon d’Automne de peinture de La Grande Motte, (Prix d’or Athéna), France
- 2009 : BIZ’ART – BIZ’ART, Le Vaudioux, France[8]
- 2009-2010 : Musée d'art visionnaire américain, Baltimore, États-Unis (du 06 septembre 2009 au 06 septembre 2010)
- 2010 : BIZ’ART – BIZ’ART, Le Vaudioux, France[9]
- 2010 : Exposition sous l'eau à l'Aquadome, Bad Wiessee, Allemagne
- 2010 : «Die Andere Seite» (L’autre Côté), Gasteig, Munich, Allemagne
- 2011 : «Voici l’Afrique!», K.H. Musée Renlunds, Kokkola, Finlande (du 12 mai 2011 au 4 septembre 2011)
- 2011 : Musée d'art Kajaani, Finlande (du18 septembre 2011 au 27 novembre 2011)
- 2011 : District de Haute-Bavière, (Prix de promotion de l'art), Allemagne[10]
- 2012, 2013, 2014 : BIZ’ART – BIZ’ART, Le Vaudioux, France[11],[12],[13]
- 2014 : Abbaye d'Auberive, France[14],[15]
- 2015 : Bureau du cadastre d'Ebersberg, Allemagne
- 2016 : «I art my office», département culturel de Munich, Allemagne
- 2022 : District de Haute-Bavière, Prix de promotion de l'art 2022 [16], Allemagne

## Publications
- Serge Vollin, Mes Aures | My Aures, 2004, Objet Trouvé, Paris,  (ISBN 2-84935-001-X),  (ISBN 978-2849350010)
- Serge Vollin, Alain-Victorin L'Ève: Filles des Aurès. La guerre d'Algérie dans les yeux d’un enfant, 2024,  (ISBN 978-2-336-40471-4)
- Serve Vollin, 60 Poèmes – Je ne suis pas poète – 60 poèmes et illustrations (couleur, collection privée)

## Littérature
- 2012 : RAW EROTICA Sex, Lust and Desire in Outsider Art (Sexe, luxure et désir dans l'art brut), ISBN (paperback): 978-0-9543393-5-7, ISBN (hardcover): 978-0-9543393-6-4 [17]
- 2013 : Catalogue de la vente aux enchères d'art du Rotary Club Munich International, 15 novembre 2013
- 2014 : Genie sauvant – genie brut: mycelium,  (ISBN 978-2-918160-11-3) Catalogue d’exposition au Centre d’art contemporain de l’Abbaye d’Auberive du 8 juin au 28 septembre 2014 [18]
- 2019 : Catalogue de la vente aux enchères d'art du Rotary Club Munich International, 22 novembre 2019
- 2020 : MEMORIAL DU CAMP DE RIVESALTES - TREIZE CHIBANIS HARKIS, Œuvres de Serge Vollin Textes de Fatima Besnaci-Lancou,  (ISBN 979-10-91148-62-7)
- 2024 : La Petite jupe verte, Fatima Besnaci-Lancou avec des œvres de Serge Vollin,  (ISBN 978-2382060483)